# لوكهيد مارتن إف بي-22
لوكهيد مارتن إف بي-22 (Lockheed Martin FB-22) هي طائرة قاذفة مقترحة لتدخل الخدمة مع القوات الجوية الأمريكية. استمدا التصميم من أف-22 رابتور. FB-22 في عام 2006 بعد مبادرة «مراجعة الدفاع الرباعية».

## المواصفات
البيانات من Miller، p76-7 - Raptor_as_bomber
- طاقم: 2 (طيار ومساعد طيار)
- وزن الإقلاع الأقصى: 120,000 رطل (54,431 كـغ)

أداء
- السرعة القصوى: Mach 1.92
- مدى: 2,071 ميل؛ 3,334 كـم (1,800 nmi) (combat radius)[1]
- G limits: 6 g

تسليح

- صواريخ: 2 × إيه آي إم-120 أمرام
- القنابل: 30 × GBU-39 قنبلة صغيرة القطر

## وصلات خارجية
- FB-22 المقاتلة القاذفة الصفحة على GlobalSecurity.org
- «الشكوك تحيط الانتحاري في المستقبل»[وصلة مكسورة]. أسبوع الطيران, 24 شباط / فبراير 2003.
- «التكنولوجيا التجريبية يمكن تطبيقها على الفيس بوك-22 المهاجم البديل». الرحلة الدولية, 25 أيار / مايو 2004.